# Ein großer graublauer Vogel
Ein großer graublauer Vogel ist ein deutsch-italienischer Film von Thomas Schamoni. Gedreht wurde der Film von Mai bis Juli 1969. Die Erstaufführung fand im Juni 1970 im Münchner ABC-Kino statt.

## Handlung
Der Dichter Tom-X hat von Belotti, einem ehemaligen Wissenschaftler, erfahren, dass dieser mit vier anderen Wissenschaftlern einst die Formel zur Beherrschung der Welt entwickelt hat. Dabei handelte es sich um eine Maschine, mit der man das Raum-Zeit-Kontinuum manipulieren konnte. Diese fünf Wissenschaftler sind untergetaucht und haben ihre Erfindung in einem Gedicht kodiert. Jeder der fünf kennt jedoch nur einen Vers. Tom-X kennt den von Belotti.
Als Belotti ermordet wird, erfährt G.O.G.I.O., der Chef einer Gruppe von Journalisten, von dieser Geschichte. Er macht sich mit seinen Helfern auf die Spur dieser Wissenschaftler. Aber auch andere sind hinter dieser Geschichte her. Da ist Cinque, der im Rollstuhl sitzende Drahtzieher einer Reihe von mysteriösen Agenten. Oder auch Morelli, der an einer ähnlichen Erfindung arbeitet. Diana, eine angebliche Nichte von Belotti, und Luba, eine weitere rätselhafte Frau.
Das Zusammentreffen in einer italienischen Villa am See bringt eine Übereinkunft von G.O.G.I.O. mit Lunette, einem Verbündeten von Cinque: Es sollen alle alten Männer am See gefilmt werden und anhand des Vergleichs mit alten Fotos könnte man so den verschwundenen Wissenschaftlern auf die Spur kommen. Sie enttarnen auf diese Weise tatsächlich die alten Wissenschaftler, Cinque ist einer von ihnen, aber bevor man die Forschungen mit Tom-X als Nachfolger von Belotti wieder aufnehmen kann, kommt es zu einer wilden Schießerei...

## Hintergründe
Der Film ist inspiriert von dem Gedicht Bottom aus dem Band Illuminations von Arthur Rimbaud. Bernd Fiedler spielte den Kameramann Knokke, der bis zu seinem Tod unerschütterlich alles filmt, wobei die von ihm gemachten Aufnahmen jeweils auch prompt zu sehen sind.
Der Komponist Irmin Schmidt von Can berichtet in einem Interview über die Arbeit zur Filmmusik: „Im Film gibt es diese Leute, die sich gegeneinander ausspionieren, und sie haben diese elektronischen Instrumente und Bildschirme, mit denen sie arbeiten. Für den Sound in dem Film habe ich viele Kurzwellenklänge aufgenommen und diese dann in ein Sound-Design umgewandelt. Ich brachte diese bearbeiteten Klänge dann ins Studio und Can spielte zu ihnen. Dann fügte ich sie wieder in den Film ein...“
Rainer Werner Fassbinder über die Produktionskosten des Films: „Der Thomas Schamoni hat für die Vorbereitung vom GROSSEN GRAUBLAUEN VOGEL mindestens so viel ausgegeben, wie unser Film (LIEBE IST KÄLTER ALS DER TOD) ganz gekostet hat, nur für die Vorbereitung, fürs Telefonieren und fürs Rumfliegen und fürs Schauspieler engagieren.“
Im Dokumentarfilm Gegenschuss – Aufbruch der Filmemacher (2008) über den Filmverlag der Autoren berichten Schamoni und andere Mitarbeiter des Neuen Deutschen Films darüber, dass der Film ursprünglich als Auftragsarbeit für das ZDF entwickelt wurde, nach der Fertigstellung von den Rundfunkräten damals allerdings als zu experimentell abgelehnt wurde, so dass die ursprünglich geplante Ausstrahlung im Jahre 1969 oder 1970 nicht erfolgte.
Die offizielle Uraufführung des 1969 gedrehten Films erfolgte erst am 9. April 1971 im Münchner Kino Eldorado.

## Auszeichnungen
Thomas Schamoni erhielt für den Film 1970 das Filmband in Gold als Bester Nachwuchsregisseur. Dietrich Lohmann, der Kameramann, wurde im selben Jahr ebenfalls mit einem Filmband in Gold geehrt.

## Kritik
„Ambitionierter, mit poetischem Anhauch versetzter Edel-Krimi und Spielfilm-Erstling von Thomas Schamoni. Die überkomplizierte Handlung, das aufdringliche Pop-Beiwerk und die Überfrachtung mit Krimi-Klischees dürften das eigentliche Thema kaum verständlich werden lassen, nämlich das gestörte Vertrauen in die Wirklichkeit und das Herrschen der Einbildungskraft über die Wirklichkeit. Eine Fülle von Ton-, Bild- und Montageeffekten trägt zur Verkomplizierung der Geschichte bei.“

„Schamoni fragt nach der Position des Filmregisseurs, nach dem Wahrheitsgehalt gefilmter Realität und nach deren immer schon fiktivem, durch eine bestimmte Perspektive „imaginierten“ Charakter; er spielt Traum und Wirklichkeit, Vorstellung und Realität, Vergangenheit und Gegenwart, Projektion und echte Aktion gegeneinander aus. Er tut das in Bildern von unwiderstehlichem Reiz, in einem artifiziellen, intelligenten und ironischen Vexierspiel, das unbekümmert alle Topoi eines guten Thrillers durcheinanderwirbelt.“

„Der mit dem Bundesfilmpreis ausgezeichnete erste Spielfilm (1970) des Münchner Dokumentarregisseurs Thomas Schamoni ist so poetisch wie kaum ein anderer Jungfilm deutscher Produktion. Begabter als seine im Filmgeschäft mittlerweile routinierten Brüder Ulrich ("Es") und Peter ("Schonzeit für Füchse") mischt Thomas Schamoni Science-fiction, Parodie und saloppe Dialoge ("Die Bäume hängen mal wieder voller Gangster") zu einem rätselhaften Kriminalmärchen über die Jagd zweier Banden auf eine ominöse Geheimformel, die in einem Rimbaud-Gedicht verschlüsselt ist.“